# Cicala
Cicala là một đô thị (tiếng Ý: comune) thuộc tỉnh Catanzaro, trong vùng Calabria phía nam nước Ý.
Cicala có diện tích 9 km2, dân số là 1033 người.